# Monty Oum
Monyreak « Monty » Oum, né le 22 juin 1981 à Providence et mort le 1er février 2015 à Austin aux États-Unis, est un animateur, réalisateur, scénariste et doubleur américain, membre de Rooster Teeth Productions. Il travaillait notamment sur les web-séries Red vs. Blue et RWBY.

## Carrière
Né à Providence d'une famille de six enfants, Monty Oum quitte l'université pour se lancer dans la réalisation de vidéos mettant en scène des personnages de jeux vidéo à partir de 2002. En 2007, il devient célèbre avec Haloid, un cross-over mettant en scène un affrontement entre des personnages de Halo et de Metroid, et est engagé deux mois plus tard par Midway Games.
En octobre de la même année, il diffuse le premier épisode de sa web-série Dead Fantasy (basée sur les univers de Dead or Alive et Final Fantasy), qu'il continue jusqu'à son arrivée à Rooster Teeth en 2010.
Après un passage chez Namco Bandai Games qui l'embauche en 2008 comme animateur pour le jeu vidéo Afro Samourai, il rejoint Rooster Teeth Productions en 2010. En 2012, il crée la série RWBY, où il tient les rôles d'animateur, scénariste, de réalisateur et de doubleur.
En janvier 2015, il est hospitalisé à Austin pour une opération qui se devait être bénigne mais une réaction allergique aggrave son état. Une collecte afin de couvrir les frais médicaux est lancée auprès des fans, réunissant plus de 200 000 $. Cependant Monty Oum meurt neuf jours plus tard, le 1er février 2015, à l'âge de 33 ans.